# Pia Serinyana Torrents
Pia Serinyana Torrents (Cadaqués, 4 d'abril de 1966) és una empresària empordanesa, alcaldessa de Cadaqués des del 15 de juny de 2019. Cofundadora de l'associació política Fem Cadaqués, amb què és va presentar a les eleccions municipals de maig del 2019 i les va guanyar. Llicenciada en Ciències Econòmiques per la UAB, ha desenvolupat la seva carrera professional en el món privat i ha ocupat diferents càrrecs, fins que va iniciar la seva etapa empresarial en el món de l'hostaleria.